# Moneragala
Moneragala (Singalees: Mŏṇarāgala; Tamil: Mŏṉarākalai) is een plaats in Sri Lanka en is de hoofdplaats van het district Moneragala.
Moneragala telt ongeveer 10.000 inwoners.